# انجمن درون‌حزبی آزادی
انجمن درون‌حزبی آزادی (انگلیسی: Freedom Caucus) که به عنوان انجمن آزادی مجلس نیز شناخته می‌شود، از فراکسیون‌های کنگره است که متشکل از اعضای محافظه‌کار و لیبرال جمهوری‌خواه مجلس نمایندگان ایالات متحده آمریکا است. این گروه در سال ۲۰۱۵ توسط جیم جوردن تشکیل شد که گروهی کوچک‌تر، از اعضای کنگره محافظه‌کار را شامل می‌شد، و در حال حاضر به ریاست مارک میدوز نماینده مجلس است. بسیاری از اعضا نیز بخشی از کمیته مطالعات جمهوری خواهان هستند. این حزب طرفدار جنبش تی پارتی است. " انجمن آزادی " به عنوان اندیشه صحیح دسته‌بندی در کنفرانس جمهوری خواهان در نظر گرفته می‌شود.

## تاریخچه
ریشه‌های این انجمن در اواسط ژانویه ۲۰۱۵ به عقب‌نشینی کنگره جمهوری‌خواهان در هرشی، پنسیلوانیا بر می‌گردد. نه عضو محافظه‌کار حزب جمهوری‌خواه مجلس، شروع به برنامه‌ریزی یک انجمن جدید کنگره برای جدا کردن از کمیته مطالعات جمهوری خواهان و جدا از کنفرانس جمهوری خواهان کردند. این گروه در نهایت به ۹ عضو مؤسس و اولین هیئت مدیره برای انجمن جدید متشکل از اسکات گرت، فرماندار ایالت اوهایو، جان فلمینگ از ایالت کارولینای جنوبی، جاستین اماش از ایالت کارولینای جنوبی، ران دسانتیس از فلوریدا و مارک میدوز از کارولینای شمالی تبدیل شد.
۹ عضو مؤسس در هرشی برای اعضای جدید که مجبور به رای دادن علیه سخنگوی مجلس نمایندگان، جان بونر براساس قوانینی بودند که گروه مخالف آن بودند، به عنوان یک معیار برای اعضای جدید خود بحث کردند.
در طول بحران بودجه وزارت امنیت داخلی در اوایل سال ۲۰۱۵، این انجمن چهار برنامه را برای تصویب پیشنهاد داد، اما همه آن‌ها توسط رهبری جمهوری خواهان رد شدند. یکی از رهبران حزبی، لابرادور آیداهو، گفت که انجمن حزبی پیشنهادی را ارائه خواهد داد که اکثر اعضای محافظه‌کار جمهوری‌خواه می‌توانند از آن استفاده کنند.

### استعفای سخنگوی مجلس جان بونر در سال ۲۰۱۵
انجمن آزادی مجلس نمایندگان در استعفای بونر در ۲۵ سپتامبر ۲۰۱۵ و درگیری رهبری بعدی برای سخنگوی جدید دست داشته‌است. اعضای انجمن حزبی که به سخنگوی بونر رای داده بودند، به‌طور ناعادلانه تنبیه شدند و او را متهم به قطع رابطه‌شان در کمیته مطالعات جمهوری و محروم کردن آن‌ها از ماموریت‌های مهم کمیته کردند. بونر دریافت که اداره جمهوریخواهان مجلس با مخالفت شدید انجمن آزادی سخت دشوار است و در سال ۲۰۱۳ با اعضای حزب جمهوریخواه مجلس در مورد تمایل خود برای مسدود کردن دولت در پی‌گیری اهدافش مانند لغو قانون مراقبت‌های قابل‌انجام، کار کرد. این اعضا بعداً عضو انجمن آزادی شدند که در سال ۲۰۱۵ ساخته شد.

### واکنش شدید در سال ۲۰۱۵
این گروه با واکنش شدید از سوی حزب جمهوری‌خواه در طول چرخه انتخابات سال ۲۰۱۶ مواجه شد. یکی از اعضای این حزب بنام «تیم هولسکمپ» عضو حزب تی پارتی که نماینده ناحیه اول کانزاس است، در طی انتخابات مقدماتی در ۲ اوت ۲۰۱۶ توسط راجر مارشال شکست خورد.

### رد قانون بهداشت آمریکا (سال ۲۰۱۷)
در ۲۴ مارس ۲۰۱۷، لایحه مراقبت‌های بهداشتی آمریکا (AHCA)، لایحه حزب جمهوریخواه مجلس برای لغو و جایگزینی قانون مراقبت مقرون‌به‌صرفه، توسط سخنگوی کاخ سفید پاول رایان کنار گذاشته شد؛ چرا که این لایحه به دلیل سهم بزرگی از مخالفت جمهوری خواهان تمایلی به تصویب آن نبود.
دو روز بعد، رئیس‌جمهور دونالد ترامپ به‌طور عمومی از انجمن آزادی و دیگر گروه‌های جناح راست مانند "باشگاه رشد و اقدام به میراث"، که مخالف لایحه بود، انتقاد کرد. ترامپ در توییتر نوشت: "دموکرات‌ها در سی ان ان لبخند می‌زنند که انجمن آزادی، با کمک باشگاه برای رشد و میراث، برنامه تنظیم خانواده اوباما را نجات داده‌است!"
در همان روز، یکی از اعضای کنگره تگزاس از انجمن آزادی استعفا داد. در ۳۰ مارس ۲۰۱۷ ترامپ به "انجمن آزادی" اعلان جنگ داد و از جمهوری خواهان خواست تا "در انتخابات میان‌دوره‌ای سال ۲۰۱۸" با آن‌ها مبارزه کنند " (به عنوان مثال، حمایت از طرح‌های پیشنهادی). "جاستین اماش"، عضو انجمن آزادی صدا، با متهم کردن ترامپ به "تسلیم شدن به تشکیلات دی سی"، پاسخ داد. ترامپ از آن زمان رابطه نزدیکتری با رئیس انجمن حزبی، مارک مدوز را ایجاد کرده‌است. در آوریل سال ۲۰۱۸، ترامپ چهار عضو انجمن -، جیم جوردن، رون د سانتیس و مت کاتز را به عنوان "جنگجویان مطلق" برای دفاع از او طی دوره بررسی مشاور ویژه توصیف کرد.